# آرثر كالدويل
آرثر كالدويل (بالإنجليزية: Arthur Caldwell)‏ (24 فبراير 1913 في المملكة المتحدة - 26 يوليو 1989) هو لاعب كرة قدم بريطاني (وحمل سابقاً جنسية المملكة المتحدة لبريطانيا العظمى وأيرلندا) في مركز جناح ‏. لعب مع بورت فايل ومانشستر يونايتد وWinsford United F.C. ‏.